# 6207-es mellékút (Magyarország)
A 6207-es számú mellékút egy Fejér vármegyei mellékút, a Mezőföldön, Adony, Pusztaszabolcs és Velence települések között. A 6-os főutat (és Dunaújváros térségét) köti össze a Velencei-tó partjával.

## Nyomvonala
Adony belterületének délkeleti szélén ágazik ki a 6-os főútból, annak 51+400-as kilométerszelvényénél; ugyanott ágazik ki a főútból kelet felé az 51 315-ös út is, amely a lórévi komp adonyi felhajtójához vezet. Észak-északnyugati irányban indul, Rákóczi Ferenc utca néven, később inkább északnyugati irányt vesz. Első kilométerének megtétele után, a település központjában keresztezi a Perkátára vezető 6208-as utat, amely itt a 600-as méterszelvénye közelében jár. Nem sokkal ezután két iránytörése is van a település házai között, ezeknek megfelelően előbb Széchenyi István utca, majd Dózsa György utca lesz a települési neve. 2,9 kilométer megtétele után hagyja el Adony belterületét, nyugat-északnyugati irányban.

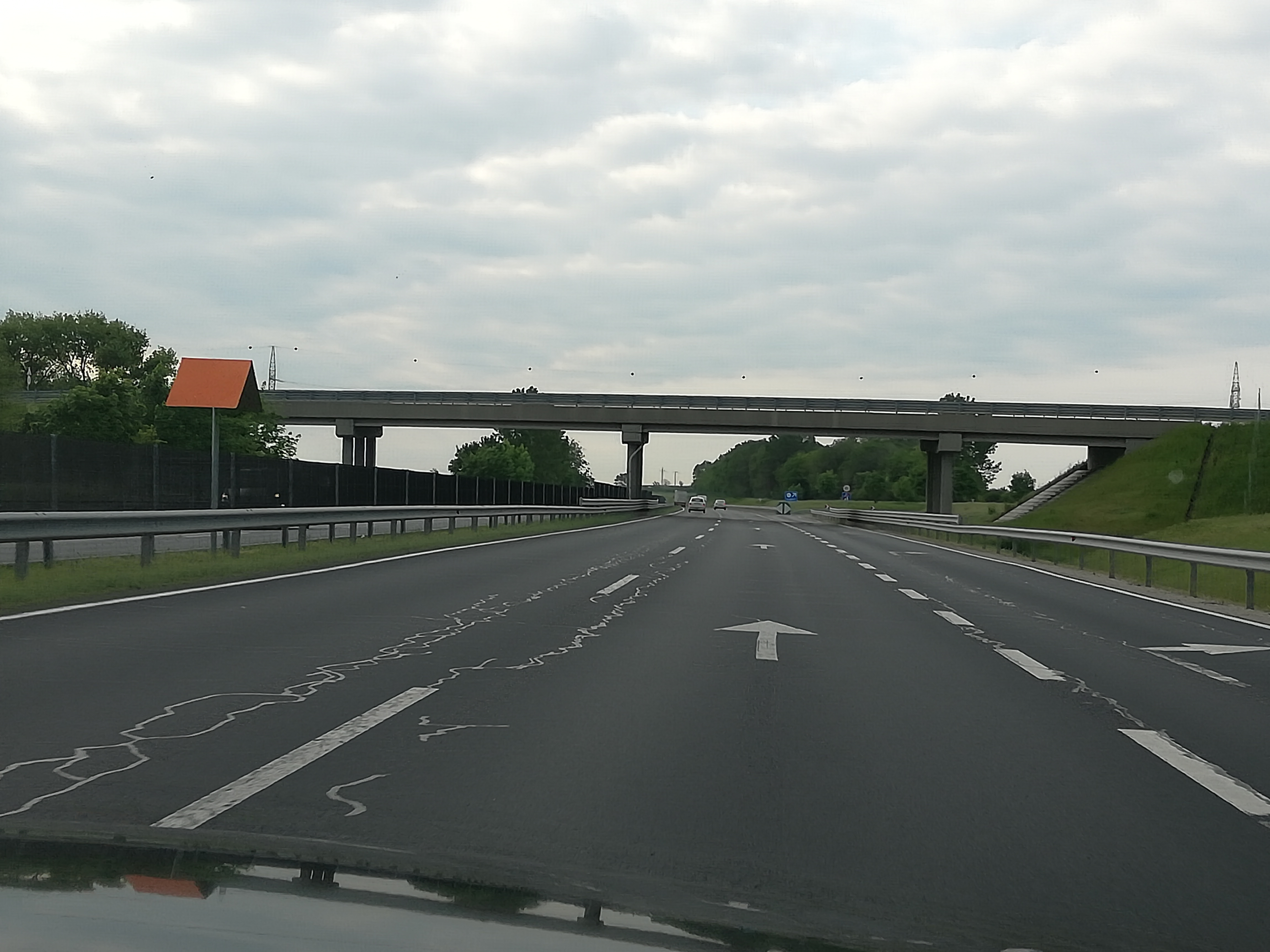
Az út felüljárója az M6-os autópálya fölött

A település lakott területét elhagyva keresztezi a Líviai-halastavak felől a Duna felé tartó vízfolyást (Cikolai-víz), majd egy rövid szakaszon átlép Iváncsa közigazgatási területére. Ötödik kilométere előtt egy körforgalomhoz ér, ide érkezik be északnyugat felől az M6-os autópálya Szabadegyháza-Adony csomópontjának az a lehajtó ága, amely a Pécs felől érkező forgalmat szolgálja ki (60 433) és indul ki ugyanonnan a Budapest felé vezető felhajtó ág (60 434), valamint kiágazik egy önkormányzati út Iváncsa belterülete felé is. Az út itt délnyugatnak fordul, felüljárón áthalad a sztráda felett, majd a túloldalon egy újabb körforgalomhoz ér. Abból a körforgalomból kelet felé ágazik ki a Pécs felé vezető felhajtó ág (60 432) és torkollik bele a Budapest felőli forgalom lehajtó ága (60 431); délnyugat felé a 6209-es út indul Szabadegyháza-Sárosd-Sárkeresztúr-Káloz felé, a 6207-es pedig észak-északnyugat felé húzódik tovább.
Kevéssel a nyolcadik kilométerének elérése előtt az út átlépi Pusztaszabolcs határát, néhány száz méterrel errébb pedig annak belterületét is. A városban először pontosan nyugati irányban halad, Adonyi út néven, a város katolikus templomát két oldalról kerüli meg 9. kilométere körül. Majd kiágazik belőle a 9+550-es kilométerszelvénye táján dél felé a mindössze 3 kilométer hosszú, Felsőcikolapusztára vezető 62 112-es út. Pusztaszabolcs vasútállomás közvetlen közelében keresztezi a Pusztaszabolcs–Székesfehérvár-vasútvonal, Pusztaszabolcs–Dunaújváros–Paks-vasútvonal és a Pusztaszabolcs–Pécs-vasútvonal rövid közös szakaszát, majd éles irányváltással északkelet felé fordul, miközben nyugat felé egyenes irányban a Kastély utca halad tovább, amely földútként Zichyújfaluig vezet. A 6207-es az iránytörés után a Sport utca nevet viseli. Majdnem pontosan a tizedik kilométerénél  beletorkollik a 6205-ös út, amely Besnyő, Beloiannisz és Iváncsa települések, illetve Iváncsa megállóhely felé teremt közlekedési kapcsolatokat és az viszi tovább a Sport utca nevet.
Ezután az út fő iránya északnyugatira fordul és a Velencei út nevet veszi fel, így halad tovább a város széléig, amit 11,6 kilométer után ér el. 14,4 kilométer után lépi át az útjába eső utolsó település, Velence határát. Kevéssel ezután egy leágazása következik délnyugati irányban, Tükröspuszta, majd néhány kilométerrel arrébb egy hasonló Hajdútanya felé. 21 kilométer megtétele után éri el Velence első házait, ott a Szabolcsi út nevet veszi fel. Utolsó szakaszán még áthalad egy körforgalmú csomóponton, végül betorkollik a 7-es főútba, kevéssel annak 46. kilométere után, és ott véget is ér.
Teljes hossza, az országos közutak térképes nyilvántartását szolgáló kira.gov.hu adatbázisa szerint 22,234 kilométer.

## Története
1934-ben a kereskedelem- és közlekedésügyi miniszter 70 846/1934. számú rendelete a 6-os főúttól a szolgaegyházai (ma Szabadegyháza) elágazásig húzódó szakaszát harmadrendű főúttá nyilvánította, a Sárkeresztúrig vezető 601-es főút részeként. Az onnan Pusztaszabolcsig vezető szakasz mellékúti kiépítettséggel szerepel a rendelet alapján 1937-ben kiadott közlekedési térképen, a további szakaszait pedig még úgy sem jelöli.
2005. január 19-én az út Velence és Pusztaszabolcs közti szakaszán szenvedett halálos autóbalesetet Kulcsár Anita Európa-bajnok, olimpiai ezüstérmes magyar válogatott kézilabdázó, akit ugyanabban az évben a világ legjobb női kézilabdázójává választottak, a Nemzetközi Kézilabda-szövetség és World Handball Magazine közös szavazásán.
2009-ben Dorkota Lajos, a Fidesz – Magyar Polgári Szövetség országgyűlési képviselője olyan módosító javaslatot nyújtott be a Magyar Köztársaság 2010. évi költségvetésére vonatkozóan, ami tartalmazott egy, a 6207-es mellékút mellett elhaladó kerékpárutat is. Dorkota az indoklásában kifejtette, hogy „A turizmus Magyarországon is érezhető vonulatában elkerülhetetlen a kerékpáros infrastruktúra bővítése, kiépítése az ország egyik jelentős turisztikai vonzerejének, a Velencei-tó környékének környezetében. Szükséges egyrészt a Velencei-tó közvetlen környezetének kerékpárúttal való ellátása, illetve a környék számos természeti turisztikai látványossággal ellátott területének összekötése kerékpárúttal. A Gárdony—Zichyújfalu—(Szabadegyháza a 62-es számú főútig)—Pusztaszabolcs (Felső-Cikola)—Adony, illetve a Velence—Pusztaszabolcs—Adony kerékpárutak megvalósítása jelentős kerékpáros turisztikai útvonal létrehozását jelentené a Velencei-tó és a Duna között, érintve a Líviai-halastavakat. Óriási jelentőségű lenne ennek a kerékpárútnak a kiépítése a Velence-tavi térség, illetve a tótól D-re eső térség turisztikai lehetőségeinek kihasználásában”. 170 igen és 198 nem szavazattal az Országgyűlés elvetette a módosító javaslatot.
Az út legutóbb 2016-ban került felújításra, a munkálatok április 26-án kezdődtek. Az út felújítása eredetileg 2015-ben történt volna meg az Európai Unió finanszírozásával a Közlekedés Operatív Programból történő maradványforrások átcsoportosításával, azonban a közbeszerzési eljárás elhúzódott, és a maradványforrás csak 2015 év végéig volt elérhető. Az útfelújítás végül a Komplex útfelújítási program keretében történt meg az 5+648 kilométerszelvény és a 11+730 kilométerszelvény között, továbbá a 13+000 kilométerszelvény és a 22+004 kilométerszelvény között.